# Chi Cancri
Chi Cancri (χ Cnc, χ Cancri), som är stjärnans Bayerbeteckning, är en stjärna i stjärnbilden Kräftan. Den är en gulvit stjärna i huvudserien av spektralklass F med en skenbar magnitud på 5,13. Det befinner sig på ett avstånd av omkring 59,6 ljusår från solen.

## Egenskaper
Chi Cancri har, utan korrigering för infrarött eller ultraviolett ljus, en utstrålning på 2,4 gånger den hos solen. Den har en radie på omkring 1,30 gånger solens och direkt mått på vinkeldiameter genom interferometri ger en radie 1,39 gånger större än solens. Massan är cirka 20 procent högre än solens, eller mer exakt 1,07 solmassor. Chi Cancri roterar med en projicerad ekvatorial hastighet på endast 5 km/s, vilket ger en omloppstid under 13 dygn.